# هينريتش جوزيف فون براون
هينريتش جوزيف فون براون (بالألمانية: Heinrich Gottlob von Braun)‏ هو ضابط ألماني، ولد في 25 أكتوبر 1717 في Giersleben ‏ في ألمانيا، وتوفي في 24 ديسمبر 1798 في برلين في ألمانيا.